# Distrikt Huando
Der Distrikt Huando liegt in der Provinz Huancavelica der Region Huancavelica in Zentral-Peru. Der am 16. November 1892 gegründete Distrikt hat eine Fläche von 193,9 km². Beim Zensus 2017 lebten 6037 Einwohner im Distrikt. Im Jahr 1993 lag die Einwohnerzahl bei 7767, im Jahr 2007 bei 7804. Die Bevölkerung besteht überwiegend aus indigenen Völkern, deren Muttersprache Quechua ist. Die Distriktverwaltung befindet sich in der 3562 m hoch gelegenen Kleinstadt Huando mit 1447 Einwohnern (Stand 2017).

## Geographische Lage
Der Distrikt Huando liegt im zentralen Norden der Provinz Huancavelica, etwa 23 km nördlich der Regionshauptstadt Huancavelica. Der Distrikt liegt im ariden Andenhochland. Der Distrikt wird im Westen von den Flüssen Río Occoro und Quebrada Alauma sowie im Osten vom Río Pallca begrenzt. Entlang der nördlichen Distriktgrenze fließt der Río Mantaro nach Osten. Der Distrikt hat eine Längsausdehnung in SSW-NNO-Richtung von 26 km. 
Der Distrikt Huando grenzt im Westen an die Distrikte Nuevo Occoro, Laria, Conayca und Izcuchaca. Im Norden, jenseits des Río Mantaro, liegen die Distrikte Acostambo und Ahuaycha (beide in der Provinz Tayacaja). Im Osten grenzt der Distrikt Huando an die Distrikte Mariscal Cáceres, Acoria und Palca sowie im Süden an den Distrikt Ascensión.